# Bernard Delvaille
Pour les articles homonymes, voir Delvaille.
 (août 2017).
Si vous disposez d'ouvrages ou d'articles de référence ou si vous connaissez des sites web de qualité traitant du thème abordé ici, merci de compléter l'article en donnant les références utiles à sa vérifiabilité et en les liant à la section « Notes et références ».
Bernard Delvaille, né en décembre 1931 à Bordeaux et mort à Venise le 18 avril 2006, est un poète, prosateur, essayiste, traducteur et anthologiste français.

## Biographie
Diplômé de l’Institut d’Études Politiques, il entre dans l’édition au début des années 1950, comme lecteur chez Denoël, avant de collaborer aux Éditions Seghers en 1956, où il effectue divers travaux éditoriaux. À partir de 1962, il s’occupe avec Pierre Seghers de la collection « Poètes d’aujourd’hui » jusqu’au rachat des éditions par Robert Laffont en 1969. Il dirige alors ladite collection jusqu’en 1989.
Son implication dans l’édition est renforcée par une participation au Centre National des Lettres de 1975 à 1983 dans les commissions « Poésie » et « Revue ». Ses connaissances littéraires l’amènent à devenir critique et à donner des conférences pour les Alliances Françaises et dans plusieurs universités comme Bruxelles, Lisbonne, Rome ou Toronto. En plus de ces exercices oratoires, il est l’auteur de nombreux articles dans des revues: Combat, Les Nouvelles Littéraires, Les Lettres Françaises, Le Figaro Littéraire, Le Magazine Littéraire et La Revue des Deux Mondes. Enfin, il fait partie des jurys des prix Apollinaire et Max Jacob, est membre de l’Académie Mallarmé et tient le poste de Président de l’Association internationale des Amis de Valery Larbaud. Il a d'ailleurs obtenu le prix Larbaud en 1985 pour l'ensemble de son œuvre.
Son premier ouvrage est consacré à Valery Larbaud et récompensé du prix Sainte-Beuve en 1963. Suivent d’autres études sur Johannes Brahms, Samuel Taylor Coleridge, Théophile Gautier, Paul Morand et Mathieu Bénézet, où l’on constate une attirance pour le romantisme et la modernité du début du XXe siècle. Outre ces monographies, on distingue son travail d’anthologiste, puisqu’il est l'auteur de trois ouvrages devenus des classiques et salués comme tels par la critique: La Poésie symboliste (Bernard Delvaille sera récompensé du prix Henri-Mondor en 1983 pour ses travaux sur le symbolisme et Mallarmé), La Nouvelle poésie française, qui dresse un état des lieux des espoirs poétiques au milieu des années 1970 et Mille et cent ans de poésie française, une somme de plus de mille pages répertoriant les grands poètes du XIe siècle au milieu du XXe siècle.
Bernard Delvaille est enfin l'auteur d'une œuvre poétique réunie en 2006. Le poète y développe les thèmes du voyage, de l'errance, du bonheur et de la mort.

## Citations
- L'alcool, quel qu'il soit, et le sperme constituent un cocktail que très peu de barmen consentent à nous servir (Première phrase des Derniers outrages, Flammarion, 1982, p. 13).
- Avec ta cravate achetée dans Burlington Arcade

tu as l'air de quoi le long des delphiniums du parc
au bord du lac dans l'odeur des tilleuls
après la pluie de huit heures du soir
Avec ton étui à cigarettes en or et tes Benson and Hedges
à quoi ressembles-tu devant ton whiskey irlandais
dans ce bar aux fumées blondes comme le pianiste
à minuit dans le bruit des glaçons dans les verres
Avec ta chemise entrouverte brodée à tes initiales
qu’attends-tu dans cette chambre d’hôtel bleue
qui ouvre sur les paulownias d'avant l'aube
Avec ton poignet aux veines vives et ta seringue
tu n’inspires pas confiance tu ne seras pas un beau mort
Tu vas donner du souci à la direction de l’hôtel.
(Œuvre poétique, La Table Ronde, 2006)

## Publications

### Poésie
- Blues, Paris, éditions Escales, 1951
- Train de vie, Paris, éditions Paragraphes, 1955
- Enfance, mon amour, Rodez, éditions Subervie, 1957
- Tout objet aimé est le centre d’un paradis, Paris, éditions Millas-Martin, 1958
- Désordre, Paris, Seghers, 1967
- Faits divers, Paris, Seghers, 1976
- Le Vague à l’âme de la Royal Navy, Paris, La Répétition, 1978
- Blanche est l’écharpe d’Yseut, Mont-de-Marsan, Cahiers des Brisants, 1980
- La Dernière légende lyrique, Mauregny-en-Haye, Cahiers de Mauregny, 1980
- Poèmes (1951-1981), Paris, Seghers, 1982
- Panicauts ou le voyage d'été, Vitry-sur-Seine, éditions Monologue, 1989
- Œuvre poétique, Paris, La Table ronde, 2006  (ISBN 271032847X)

### Récits, romans, journal
- La Saison perdue, Paris, Gallimard, 1971
- Les Derniers outrages, Paris, Flammarion, 1982  (ISBN 2080644084)
- Séparés, on est ensemble, suivi de Le Plus Secret Amour, Montpellier, Fata Morgana 1988
- Le Plaisir solitaire, 1re éd. 1989, Paris, Le temps qu'il fait, 2005  (ISBN 2868534317)
- Le Temps provisoire, Paris, Salvy, 1995  (ISBN 2905899565)
- Journal, tome 1 : 1942-1962, Paris, La Table Ronde, 2000
- Journal, tome 2 : 1963-1977, Paris, La Table ronde, 2001  (ISBN 2710323982)
- Journal, tome 3 : 1978-1999, Paris, La Table ronde, 2003  (ISBN 271032542X)

### Essais
- Essai sur Valery Larbaud, Paris, Éditions Seghers, coll. Poètes d'aujourd'hui, no 100, 1963
- Coleridge, Paris, Éditions Seghers, coll. Écrivains d'hier et d'aujourd'hui, no 12, 1963
- Johannes Brahms, Paris, Éditions Seghers, coll. Musiciens de tous les temps, no 15, 1965, rééd. 1971
- Paul Morand, Paris, Éditions Seghers, coll. Poètes d'aujourd'hui, no 136, 1re éd. 1966, rééd. 1976, rééd. 1984
- Théophile Gautier, Paris, Éditions Seghers, coll. Écrivains d'hier et d'aujourd'hui, no 29, 1re éd. 1968, rééd. Rouen, Tirages Limités, 2003  (ISBN 2915386005)
- Paris, ses poètes, ses chansons, Préface d’André Hardellet, Paris, Éditions Robert Laffont, 1980
- Le Piéton de Paris. Passages et galeries du 19e siècle, illustré de photos de Robert Doisneau, Paris, Éditions ACE, 1981
- Londres, Seyssel, Éditions Champ Vallon, 1983
- Mathieu Bénézet, Paris, Éditions Seghers, coll. Poètes d'aujourd'hui, no 246, 1984, rééd. 1988, rééd. 1998
- Bordeaux, Seyssel, Éditions Champ Vallon, 1985
- Pages sur le livre, Paris, Éditions des Cendres, 2004
- Duchamp libre, Paris, Éditions L'Échoppe, 2006
- Vies parallèles de Blaise Cendrars & de Charles-Albert Cingria, Paris, Éditions La Bibliothèque, 2007

### Anthologies
- La Poésie symboliste, Paris, Seghers, Paris, 1971, rééd. Paris, La Table Ronde, coll. « La Petite Vermillon », 2003
- La Nouvelle poésie française, Paris, Seghers, 1974, édition revue et augmentée 1977
- Mille et cent ans de poésie française, Paris, Robert Laffont, Bouquins, 1991  (ISBN 2221059824)
- Le Goût de Londres, Paris, Mercure de France, 2004  (ISBN 2715224591)